# St Minver Highlands

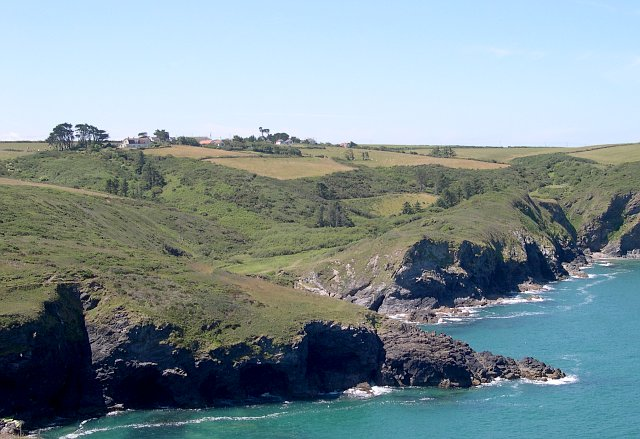
An der Nordküste: Lundy Hole

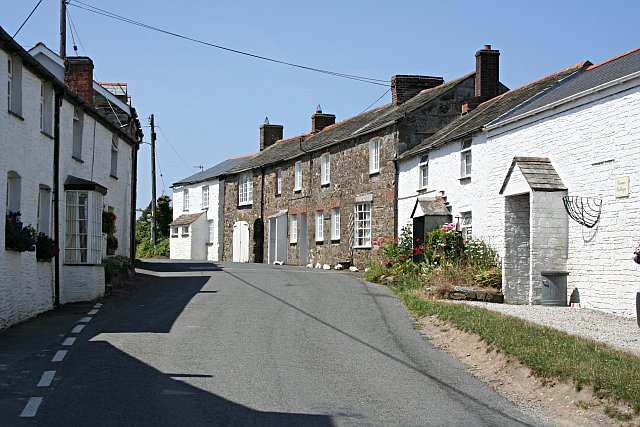
Ortskern von St Minver

St Minver Highlands ist eine Gemeinde (Parish) an der Nordküste der englischen Grafschaft Cornwall.

## Geographie
St Minver Highlands liegt in der Landscape Character Area Cornish Killas. Es grenzt im Norden an die Padslow Bay und die Port Quin Bay, die beide zur Keltischen See zählen. Getrennt werden die beiden Buchten durch die Halbinsel Pentire Head, an deren Spitze das Kap Rumps Point liegt. Zwei vorgelagerte kleine Inseln, The Mouls und Newland, gehören ebenfalls dazu. Im Süden reicht die Gemarkung bis an den Unterlauf des Flusses Camel.
Zur Gemeinde gehören das namensgebende St Minver, Tredrizzick, New Polzeath, der östliche Teil von Polzeath sowie eine Reihe kleinerer Weiler. Die nächstgelegenen größeren Ortschaften sind Wadebridge, wenige Kilometer im Süden sowie, jenseits des Camel, Padstow. Benachbarte Gemeinden sind, beginnend im Nordosten und dann im Uhrzeigersinn, St Endellion, St Kew, Egloshayle, St Breock und St Minver Lowlands. Zum Zeitpunkt der Volkszählung 2011 lebten 968 Personen in St Minver Lowlands, die Gemarkungsfläche beträgt 21,7 Quadratkilometer. Bis zur Umwandlung Cornwalls in eine Unitary Authority 2009 und der damit verbundenen Auflösung der Distrikte der Grafschaft gehörte St Minver Highlands zu North Cornwall.
Sowohl der Küstenbereich mit den vorgelagerten Inseln als auch der Uferbereich am Camel fallen in die Area of Outstanding Natural Beauty Cornwall AONB. Pentire Head ist außerdem als Naturschutzgebiet (SSSI) ausgewiesen, ebenso wie der Mündungsbereich des River Amble, ein Zufluss des Camel, als Amble Marshes.

## Bauwerke
Insgesamt 51 Bauwerke und Anlagen auf dem Gemeindegebiet werden als kulturhistorisch bedeutsam eingestuft. Dies sind die Pfarrkirche St Menefreda aus dem späten Mittelalter als Listed Building in der höchsten Kategorie I sowie zwei weitere in der Kategorie II* und fünfundvierzig in der Kategorie II. Hinzu kommen das Cliff Castle The Rumps, die Trevornan Bridge sowie ein Wegekreuz als Scheduled Monument.